# Mel Brooks

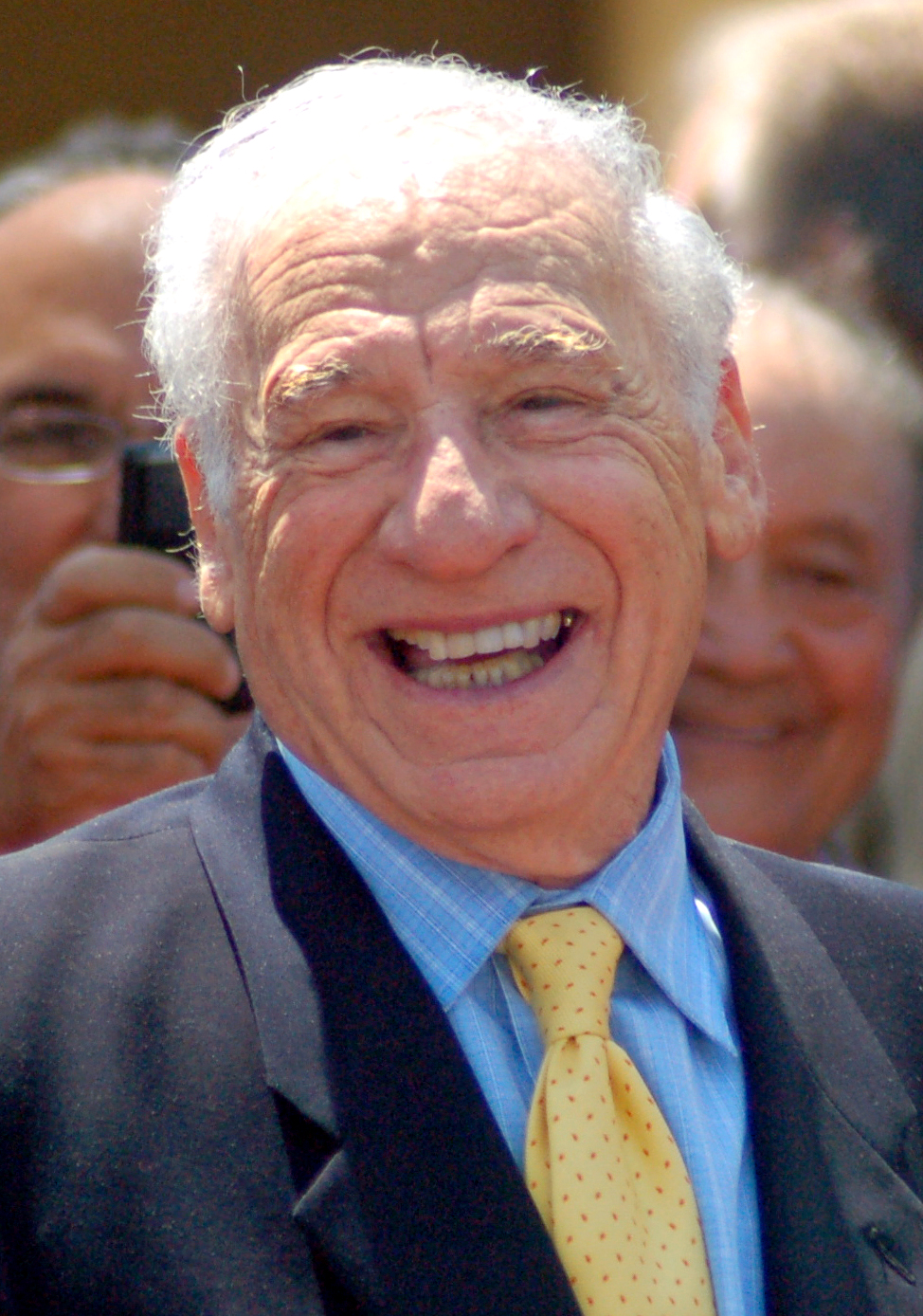
Mel Brooks (2010)

Mel Brooks (* 28. Juni 1926 als Melvin Kaminsky in Brooklyn, New York) ist ein US-amerikanischer Komiker, Schauspieler, Regisseur, Theaterproduzent und Oscar-prämierter Drehbuchautor. Bekannt wurde er insbesondere für seine filmischen Parodien auf kommerziell erfolgreiche Filme, etwa Frankenstein Junior und Spaceballs. Er machte sich daneben auch mit Parodien auf das NS-Regime, besonders auf Adolf Hitler, einen Namen (z. B. Frühling für Hitler sowie die Neuverfilmung von Sein oder Nichtsein mit dem Titelsong To Be or Not To Be).
Brooks ist Jude; sein Vater Maximilian war deutscher Jude aus Danzig, seine Mutter Kate, geb. Brookman, Jüdin russischer Herkunft. Mel Brooks ist einer der wenigen Künstler, die mit den vier wichtigsten Auszeichnungen der US-Unterhaltungsbranche (Grammy, Oscar, Tony Award, Emmy) geehrt wurden. Darüber hinaus wurde ihm im Jahr 2023 ein Ehrenoscar für sein Lebenswerk zuerkannt.

## Leben und Wirken

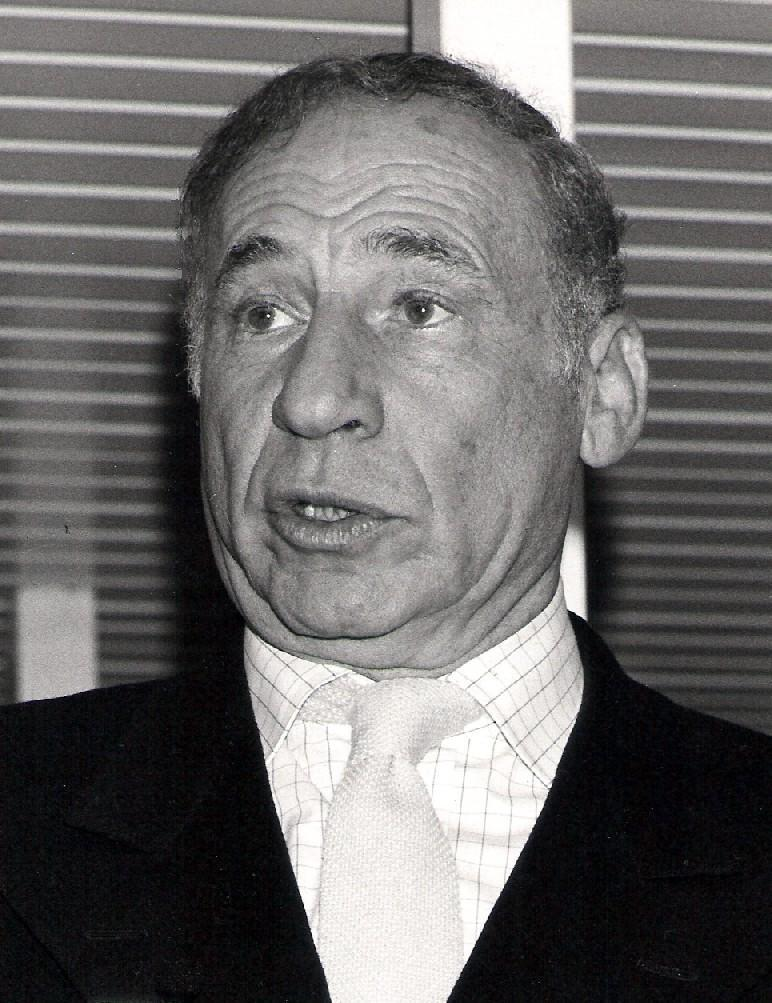
Mel Brooks (1984)

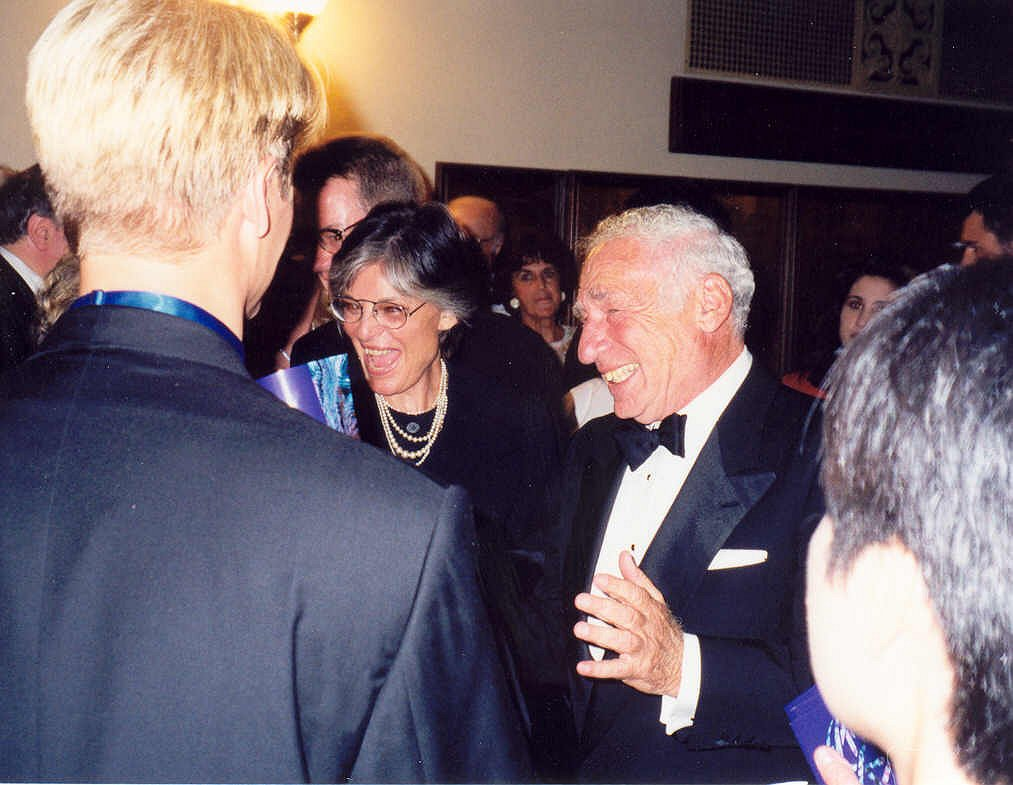
Mel Brooks mit Anne Bancroft auf der Emmy-Verleihung 1997

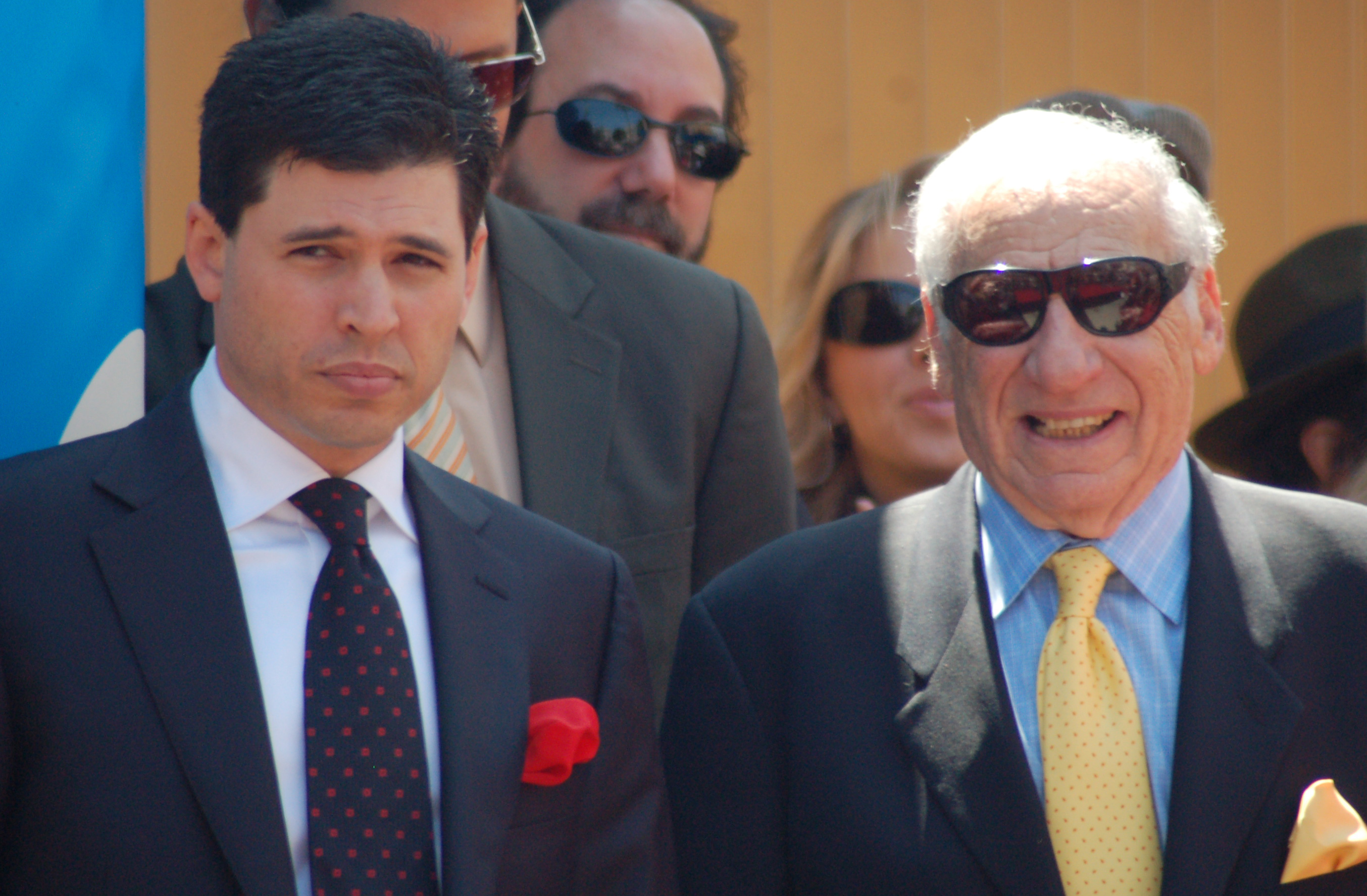
Mel Brooks mit seinem Sohn Max Brooks (2010)

Mel Brooks wuchs mit seinen drei älteren Brüdern Irving, Lenny und Bernie bei seiner alleinerziehenden Mutter auf, da sein Vater an einer Nierenkrankheit starb, als Mel Brooks zwei Jahre alt war. Mit dem Umstand, ohne Vaterfigur aufgewachsen zu sein, haderte Brooks ein Leben lang. Als ihn im Alter von neun Jahren sein Onkel Joe in eine Aufführung des Musicals Anything Goes am Broadway mitnahm, weckte dieses inspirierende Erlebnis den Wunsch, selbst beruflich den Weg eines Unterhaltungskünstlers einzuschlagen. Nicht zuletzt der inbrünstige Gesang von Sängerin Ethel Merman beeindruckte ihn als kleinen Jungen nachhaltig. 1944 schloss er die High School ab, wurde zur US-Army eingezogen und kämpfte in Europa unter anderem während der Ardennenoffensive. Mel Brooks’ Karriere begann nach dem Zweiten Weltkrieg als Stand-up-Comedian. Er wurde von dem Komiker und Fernsehstar Sid Caesar (1922–2014) entdeckt, der ihn als Sketch-Schreiber engagierte. Während dieser Zeit lernte Brooks auch Carl Reiner kennen, mit dem er zusammen ab 1961 mehrere Comedy-Schallplatten aufnahm. 1965 schuf er zusammen mit Buck Henry die Fernsehserie Mini-Max. Der Erfolg dieser Reihe ermöglichte es Brooks im Jahr 1968, einen Produzenten für seinen ersten Spielfilm Frühling für Hitler (The Producers) zu finden. Trotz der gewagten Thematik – ein abgehalfterter jüdischer Broadway-Produzent versucht einen Betrug mit einem Musical über Adolf Hitler – wurde der Film ein Überraschungserfolg, der Brooks einen Oscar für das beste Originaldrehbuch einbrachte. Im Jahr 2001 hatte eine Musicalversion von The Producers am New Yorker Broadway Premiere und gewann zwölf Tonys. Eine Verfilmung des Musicals wurde Ende 2005 veröffentlicht.
Nach dem Erfolg von The Producers wandte Brooks sich mit 12 Stühle einem traditionellen Komödienstoff zu, bevor er sich 1974 als Regisseur von Der wilde wilde Westen (Blazing Saddles) und Frankenstein Junior (Young Frankenstein) als Spezialist für Genre-Parodien bewies. Das Jahr 1974 war für die Karriere von Mel Brooks ein bedeutsames, da seine beiden Filme Der wilde wilde Westen, der im Februar in den Kinos startete, und Frankenstein Junior, der im Dezember erschien, große Erfolge waren. Als debiler Gouverneur in Der wilde wilde Westen trat Brooks auch erstmals in einer größeren Rolle als Schauspieler in Erscheinung. In den folgenden Filmen trat Brooks dann häufiger als Hauptdarsteller, Regisseur und Drehbuchautor auf. Seine Filme parodierten Hitchcock-Filme (Höhenkoller), Science-Fiction (Spaceballs) oder das Revival der Robin-Hood-Filme (Robin Hood – Helden in Strumpfhosen) der frühen 1990er Jahre. Nebenher produzierte Brooks auch – für ihn untypische – Filme wie Der Elefantenmensch von David Lynch oder die Neuverfilmung des Science-Fiction-Klassikers Die Fliege von David Cronenberg.
Seit dem mäßigen Erfolg seiner Dracula-Parodie Dracula – Tot aber glücklich im Jahr 1995 wurde es ruhiger um Brooks. Er trat nur noch in kleineren Gastrollen wie in der Fernsehserie Verrückt nach dir auf, bis er dann Hollywood mit dem Erfolg der Musicalversion von The Producers überraschte. Im Oktober 2007 hatte ein weiteres Musical von Mel Brooks, diesmal basierend auf seiner Horrorfilmparodie Frankenstein Junior, Premiere am Broadway. Die Kritiken waren zwiespältig; Young Frankenstein konnte nicht an den Erfolg von The Producers heranreichen. 2008 ließ er die Zeichentrickserie Spaceballs: The Animated Series produzieren. Er sprach eine Rolle (President Skroob), sang den Titelsong, führte aber keine Regie. Der Erfolg hielt sich in Grenzen.
2023 lief die von ihm mitentwickelte Serie Die verrückte Geschichte der Welt, Teil II an, in der er auch als Schauspieler in Erscheinung tritt.
Mel Brooks und die Schauspielerin Anne Bancroft (1931–2005) heirateten 1964; Bancroft starb am 6. Juni 2005 nach einer Krebserkrankung. Für beide war es die zweite Ehe. Die beiden haben einen Sohn namens Maximilian, der unter anderem als Autor (Operation Zombie: Wer länger lebt, ist später tot) arbeitet.
Anfang März 2009 erhielt Brooks in Anerkennung seiner Verdienste vom Club der Berliner Filmjournalisten den Ernst-Lubitsch-Preis zugesprochen. Im April 2010 wurde Brooks am Hollywood Walk of Fame mit einem Stern in der Kategorie Film (6712 Hollywood Boulevard) geehrt. Er erhielt vom American Film Institute 2013 den AFI Life Achievement Award. Am 8. September 2014 verewigte sich Mel Brooks mit seinen Hand- und Schuhabdrücken im Zementboden vor dem TCL Chinese Theatre in Hollywood. Dabei machte der Komiker sich einen Spaß daraus und trug an seiner linken Hand einen künstlichen, sechsten Finger.
Im Juni 2023 wurde Brooks für seine Verdienste der Ehrenoscar der Academy of Motion Picture Arts and Sciences (AMPAS) zuerkannt. Die Auszeichnung wurde am 9. Januar 2024 in Los Angeles verliehen. Ursprünglich war die Verleihung für den 18. November 2023 geplant, wurde aber aufgrund des SAG-AFTRA-Streiks von Schauspielern und Drehbuchautoren verschoben.

## Mehrmals eingesetzte Darsteller
Mit einigen Schauspielern hat Brooks öfter gearbeitet. Besonders bekannt:
- Anne Bancroft (Der wilde wilde Westen, Mel Brooks’ letzte Verrücktheit: Silent Movie)
- Sid Caesar (Mel Brooks’ letzte Verrücktheit: Silent Movie, Mel Brooks – Die verrückte Geschichte der Welt)
- Charlie Callas (Mel Brooks’ letzte Verrücktheit: Silent Movie, Höhenkoller, Mel Brooks – Die verrückte Geschichte der Welt, Dracula – Tot aber glücklich)
- Ron Carey (Mel Brooks’ letzte Verrücktheit: Silent Movie, Höhenkoller, Mel Brooks – Die verrückte Geschichte der Welt)
- Dom DeLuise (Zwölf Stühle, Der wilde wilde Westen, Mel Brooks’ letzte Verrücktheit: Silent Movie, Robin Hood – Helden in Strumpfhosen, Mel Brooks – Die verrückte Geschichte der Welt)
- Liam Dunn (Der wilde wilde Westen, Frankenstein Junior, Mel Brooks’ letzte Verrücktheit: Silent Movie)
- Fritz Feld (Mel Brooks’ letzte Verrücktheit: Silent Movie, Mel Brooks – Die verrückte Geschichte der Welt)
- Marty Feldman (Frankenstein Junior, Mel Brooks’ letzte Verrücktheit: Silent Movie)
- Madeline Kahn (Der wilde wilde Westen, Frankenstein Junior, Höhenkoller, Mel Brooks – Die verrückte Geschichte der Welt)
- Harvey Korman (Der wilde wilde Westen, Höhenkoller, Mel Brooks – Die verrückte Geschichte der Welt, Dracula – Tot aber glücklich)
- Cloris Leachman (Frankenstein Junior, Höhenkoller, Mel Brooks – Die verrückte Geschichte der Welt)
- Barry Levinson (Höhenkoller, Mel Brooks – Die verrückte Geschichte der Welt)
- Howard Morris (Höhenkoller, Mel Brooks – Die verrückte Geschichte der Welt, Das Leben stinkt)
- Clive Revill (Robin Hood – Helden in Strumpfhosen, Dracula – Tot aber glücklich)
- Jack Riley (Mel Brooks’ letzte Verrücktheit: Silent Movie, Höhenkoller, Mel Brooks – Die verrückte Geschichte der Welt, Mel Brooks’ Spaceballs)
- Robert Ridgely (Der wilde wilde Westen, Höhenkoller, Das Leben stinkt, Robin Hood – Helden in Strumpfhosen)
- Dick Van Patten (Höhenkoller, Mel Brooks’ Spaceballs, Robin Hood – Helden in Strumpfhosen)
- Gene Wilder (Frühling für Hitler, Der wilde wilde Westen, Frankenstein Junior)
- Amy Yasbeck (Robin Hood – Helden in Strumpfhosen, Dracula – Tot aber glücklich)

## Filmografie

### Regisseur
- 1968: Frühling für Hitler (The Producers)
- 1970: Zwölf Stühle (The Twelve Chairs)
- 1974: Der wilde wilde Westen / Is was, Sheriff? (Blazing Saddles)
- 1974: Frankenstein Junior (Young Frankenstein)
- 1976: Mel Brooks’ letzte Verrücktheit: Silent Movie (Silent Movie)
- 1977: Mel Brooks’ Höhenkoller (High Anxiety)
- 1981: Mel Brooks – Die verrückte Geschichte der Welt (History of the World, Part I)
- 1987: Mel Brooks’ Spaceballs (Spaceballs)
- 1991: Das Leben stinkt (Life Stinks)
- 1993: Robin Hood – Helden in Strumpfhosen (Robin Hood: Men in Tights)
- 1995: Dracula – Tot aber glücklich (Dracula: Dead and Loving It)

### Darsteller
- 1963: The Critic
- 1970: Zwölf Stühle (The Twelve Chairs)
- 1974: Der wilde wilde Westen / Is was, Sheriff? (Blazing Saddles)
- 1976: Mel Brooks’ letzte Verrücktheit: Silent Movie (Silent Movie)
- 1977: Mel Brooks’ Höhenkoller (High Anxiety)
- 1979: Muppet Movie
- 1981: Mel Brooks – Die verrückte Geschichte der Welt (History of the World, Part I) (Regie und Produktion von Mel Brooks)
- 1983: Sein oder Nichtsein (To Be or Not to Be), Regie: Alan Johnson (produziert von Brooks)
- 1987: Mel Brooks’ Spaceballs (Spaceballs)
- 1991: Das Leben stinkt (Life Stinks)
- 1993: Robin Hood – Helden in Strumpfhosen (Robin Hood: Men in Tights)
- 1993: Frasier (Fernsehserie, 1x12 Stimme)
- 1994: Die kleinen Superstrolche (The Little Rascals), Regie: Penelope Spheeris
- 1994: Das Schweigen der Hammel (Il silenzio dei prosciutti – Nebenrolle), Regie: Ezio Greggio
- 1995: Dracula – Tot aber glücklich (Dracula: Dead and Loving It)
- 1999: Screw Loose (Svitati), Regie: Ezio Greggio
- 2015: Hotel Transsilvanien 2 (Hotel Transylvania 2, Stimme von Vlad)
- 2017: Blazing Samurai (Stimme von Shogun)
- 2018: Hotel Transsilvanien 3 – Ein Monster Urlaub (Hotel Transylvania 3: Summer Vacation, Stimme von Vlad)
- 2022: Paws of Fury: The Legend of Hank (Stimme)
- 2023: Die verrückte Geschichte der Welt, Teil II (History of the World, Part II, Fernsehserie)
- 2023: Only Murders in the Building (Fernsehserie)

### Produzent
- 1977: Mel Brooks’ Höhenkoller (High Anxiety)
- 1980: Der Elefantenmensch (The Elephant Man), Regie: David Lynch
- 1982: Ein Draufgänger in New York (My Favourite Year), Regie: Richard Benjamin
- 1982: Frances, Regie: Graeme Clifford
- 1983: Sein oder Nichtsein (To Be or Not to Be), Regie: Alan Johnson
- 1986: Die Fliege (The Fly)
- 1986: Solarfighters (Solarbabies)
- 2005: Musicalfilm von The Producers (Neuverfilmung)
- 2008: Spaceballs: The Animated Series

### Drehbuchautor
- 1963: The Critic
- 1968: Frühling für Hitler (The Producers)
- 1970: Zwölf Stühle (The Twelve Chairs)
- 1974: Der wilde wilde Westen (Blazing Saddles)
- 1974: Frankenstein Junior (Young Frankenstein)
- 1975: Robi Robi Robin Hood (When Things Were Rotten, Fernsehserie)
- 1976: Mel Brooks’ letzte Verrücktheit: Silent Movie (Silent Movie)
- 1977: Mel Brooks’ Höhenkoller (High Anxiety)
- 1981: Mel Brooks – Die verrückte Geschichte der Welt (History of the World, Part I)
- 1987: Mel Brooks’ Spaceballs (Spaceballs)
- 1991: Das Leben stinkt (Life Stinks)
- 2023: Die verrückte Geschichte der Welt, Teil II (History of the World, Part II, Fernsehserie)

## Musicals
- The Producers (2001)
- Young Frankenstein (2007)

## Werke
- All About Me! My Remarkable Life in Show Business. Century, London 2021, ISBN 978-1-5291-3508-4.

## Auszeichnungen
- Academy Awards (Oscar)

1968: Bestes Original-Drehbuch für Frühling für Hitler (The Producers)
2023: Honorary Award für sein Lebenswerk.
- Emmy Awards

1997/1998/1999: Für seine Gastauftritte in der Comedy-Serie – Verrückt nach dir (Mad About You)
- Grammy Awards

1998/2002: Bestes Comedy-Album – The 2000 Year Old Man In The Year 2000 und zwei Preise für The Producers (Video und Musical-Album)
- Tony Award

2001: Drei Preise für The Producers (Buch, Original Score, Bestes Musical)
- Ernst-Lubitsch-Preis

2009: Ehren-Ernst-Lubitsch-Preis – für sein Musical The Producers – Frühling für Hitler
- Kennedy-Preis

2009: Für sein Lebenswerk.
- American Film Institute: 41. AFI Life Achievement Award. Wurde am 6. Juni 2013 verliehen.[14]

## Synchronstimme
In den deutschen Versionen seiner Filme wurde Brooks häufig von Wolfgang Völz synchronisiert. Völz wurde von Brooks selbst als sein Synchronsprecher ausgesucht.